# Santa Cruz do Escalvado
Santa Cruz do Escalvado là một đô thị thuộc bang Minas Gerais, Brasil. Đô thị này có diện tích 258,335 km², dân số năm 2007 là 5193 người, mật độ 17,8 người/km².